# 멀티플레이어 피아노
멀티플레이어 피아노(Multiplayer Piano)는 온라인으로 서버에 접속한 여러 사용자와 함께 피아노를 연주하는 사이트이다. 마우스를 클릭하거나 키보드를 입력하여 피아노를 연주할 수 있으며, 채팅창을 클릭하거나 엔터키를 눌러 채팅창에 대화를 주고받을 수 있다.